# Minsk Cup
La Minsk Cup és una competició ciclista d'un dia que es disputa a Minsk, la capital de Belarús, des del 2015. Forma part de l'UCI Europa Tour, amb una categoria 1.2.

## Palmarès
| Any  | Vencedor             | Segon              | Tercer              |         |
| ---- | -------------------- | ------------------ | ------------------- | ------- |
| 2015 | Oleksandr Golovash   | Matvei Nikitin     | Nurbolat Kulimbetov |         |
| 2016 | Aleksandr Kulikovski | Iauhèn Hutaròvitx  | Anton Ivashkin      |         |
| 2017 | Iehor Demèntiev      | Andrii Bratashchuk | Iauhen Sobal        |         |
| 2018 | Maciej Paterski      | Branislau Samòilau | Norman Vahtra       |         |
| 2019 | Iauhèn Karaliok      | Onur Balkan        | Maksim Piskunov     |         |
| 2020 | suspesa              | suspesa            | suspesa             | suspesa |
| 2021 | suspesa              | suspesa            | suspesa             | suspesa |